# Mike Byrne

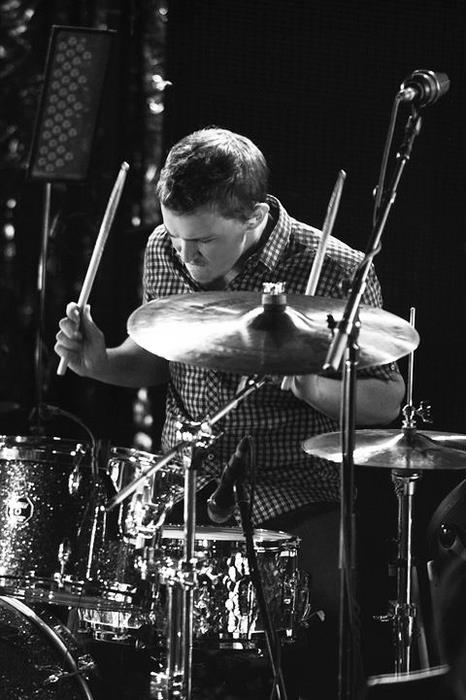
Mike Byrne, 2011

Michael William Byrne (* 6. Februar 1990 in Beaverton, Oregon) ist US-amerikanischer Schlagzeuger und war von 2009 bis 2014 Mitglied der Rockband The Smashing Pumpkins.

## Biografie
Byrne wuchs in Beaverton, einem Vorort von Portland, bei seinen Eltern Eric und Chris Byrne und seiner Schwester Elise Byrne auf. Die Familie hat irische Wurzeln. Mit zwölf Jahren begann er Schlagzeugunterricht zu nehmen und spielte später in den lokalen Bands The Mercury Tree, Bearcubbin'! and Moses, Smell the Roses und dem Orchester seiner Schule, die er 2008 abschloss. Später arbeitete er für McDonald’s um Geld für das College zu sparen.
Am 17. August 2009 gab man ihn als neuen Schlagzeuger der Smashing Pumpkins bekannt. Byrne wurde 2011 in der Rubrik up & coming als Schlagzeuger von der Zeitschrift Modern Drummer ausgezeichnet.
Byrne spielte auf dem 2012 veröffentlichten Smashing Pumpkins-Album Oceania und auf der nachfolgenden Tour.
Im Juni 2014 wurde bekannt, dass Byrne die Smashing Pumkings verlassen habe. Die vorhergehenden Wochen saß bereits Tommy Lee, Schlagzeuger der Band Mötley Crüe, bei den Aufnahmen eines neuen Albums der Smashing Pumpkins am Schlagzeug.

## Musikalische Einflüsse
Byrne bezeichnet The Cure, Maserati, Maps & Atlases, Pelican und The Smashing Pumpkins selbst als musikalische Einflüsse.